# Andrea Belanská
Andrea Belanská (Levice, 8 dicembre 1973) è un'ex cestista slovacca, fino al 1992 cecoslovacca.

## Carriera
Con la Slovacchia ha disputato due edizioni dei Campionati europei (1995, 2003).